# Maria (I Like It Loud)
Maria (I Like It loud) – trzeci singel promujący płytę The Stadium Techno Experience zespołu Scooter wydany w 2003 roku. Maria (I Like It Loud) jest pierwszym singlem Scootera, w którym oprócz samego zespołu można usłyszeć innego wykonawcę. Tymi wykonawcami są Dick Rules i Marc Acardipane.

## Lista utworów
1. Maria (I Like It Loud) (Radio Edit) – 3:41
2. Maria (I Like It Loud) (Club Mix) – 6:13
3. Maria (I Like It Loud) (Extended) – 5:10
4. Giants Causeway – 3:47